# روچینه

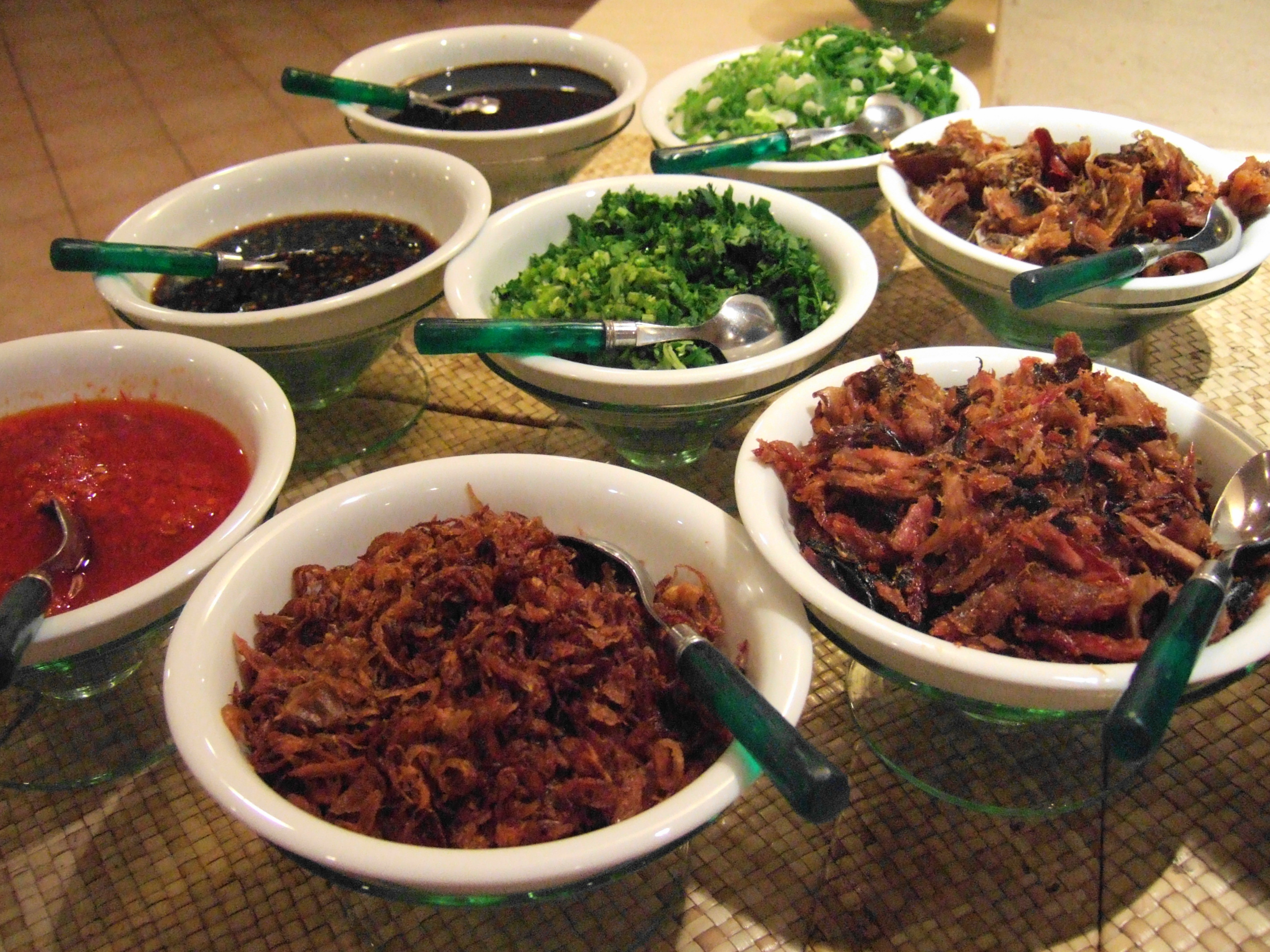
default

روچینه به معنی مواد خوراکی تزیینی یا اصلی است که بر روی غذاها قرار می‌دهند. به این واژه در زبان انگلیسی تاپینگ (Topping) گفته می‌شود. روچینه در آخرین مرحله تهیه خوراکی بر آن نهاده می‌شود. از رایج‌ترین خوراکی‌هایی که بر آن روچینه قرار می‌دهند می‌توان به پیتزا و بستنی اشاره کرد.